# Brockum
Brockum er en kommune i Landkreis Diepholz i amtet ("Samtgemeinde") Altes Amt Lemförde , i den tyske delstat Niedersachsen . Den ligger mellem Osnabrück og Bremen i Naturpark Dümmer. Den ligger omkring 3 km øst for Lemförde og nord for Stemweder Berge. Ca. 7 km nordvest for byen ligger søen Dümmer.